# IV. třída okresu Brno-venkov
10. liga okresu Brno-venkov (IV. třída) tvoří společně s ostatními skupinami čtvrté třídy nejnižší (desátou nejvyšší) fotbalovou soutěž v České republice. Je řízena Okresním fotbalovým svazem Brno-venkov. Hraje se každý rok od léta do jara se zimní přestávkou. V soutěži hraje každý s každým jednou na domácím hřišti a jednou na hřišti soupeře. Vítěz postupuje do 9. ligy okresu Brno-venkov.

## Vítězové

### IV. třída okresu Brno-venkov skupina A
| Ročník     | Vítězný tým                          |
| ---------- | ------------------------------------ |
| 2003/2004  | TJ Rajhradice                        |
| 2004/2005  | TJ Sokol Viničné Šumice              |
| 2005/2006  | TJ Ochoz u Brna                      |
| 2006/2007  | SK Moutnice „B“                      |
| 2007/2008  | TJ Sokol Těšany                      |
| 2008/2009  | SK Šlapanice „C“                     |
| 2009/2010  | SK Šlapanice „C“                     |
| 2010/2011  | TJ Kobylnice                         |
| 2011/2012  | TJ Rajhradice                        |
| 20120/2013 | SK Prace                             |
| 2013/2014  | SK Měnín „B“                         |
| 2014/2015  | SK Žatčany                           |
| 2015/2016  | TJ Sokol Viničné Šumice              |
| 2016/2017  | TJ Sokol Tvarožná                    |
| 2017/2018  | FK Podolí u Brna „B“                 |
| 2018/2019  | SK Měnín „B“                         |
| 2019/2020  | SK Újezd u Brna „B“ (neúplný ročník) |
| 2020/2021  | TJ Rajhradice „B“ (neúplný ročník)   |
| 2021/2022  | TJ Kobylnice                         |
| 2022/2023  | TJ Rajhradice „B“                    |
| 2023/2024  | AFK Tišnov „B“                       |
| 2024/2025  | FK Židlochovice „B“                  |

Poznámky:
- 2023/24: V tomto ročníku byly sloučeny skupiny A a B IV. třídy do jedné soutěže
- 2024/25: Tento ročník proběhlo přejmenování soutěže na název: 10. liga

### IV. třída okresu Brno-venkov skupina B
| Ročník    | Vítězný tým                              |
| --------- | ---------------------------------------- |
| 2003/2004 | TJ Sokol Troubsko                        |
| 2004/2005 | FK Ořechov                               |
| 2005/2006 | MFK Modřice „B“                          |
| 2006/2007 | SK Vojkovice „B“                         |
| 2007/2008 | FC Židlochovice                          |
| 2008/2009 | TJ Sokol Troubsko „A“                    |
| 2009/2010 | FK 1932 Hrušovany u Brna                 |
| 2010/2011 | TJ Sokol Moravské Bránice „A“            |
| 2011/2012 | TJ Sokol Přísnotice                      |
| 2012/2013 | TJ Sokol Radostice                       |
| 2013/2014 | SK Dolní Kounice „A“                     |
| 2014/2015 | MFK Modřice „B“                          |
| 2015/2016 | TJ Sokol Budkovice                       |
| 2016/2017 | TJ Sokol Moravské Bránice                |
| 2017/2018 | TJ Sokol Mělčany                         |
| 2018/2019 | FC Slovan Rosice „B“                     |
| 2019/2020 | FC Veverská Bítýška „B“ (neúplný ročník) |
| 2020/2021 | TJ Sokol Troubsko „B“ (neúplný ročník)   |
| 2021/2022 | TJ Sokol Veverské Knínice                |
| 2022/2023 | FK Ořechov „B“                           |

Poznámky:
- 2008/09: V tomto ročníku startovalo rovněž troubské B-mužstvo.
- 2010/11: V tomto ročníku startovalo rovněž moravskobránické B-mužstvo.
- 2013/14: V tomto ročníku startovalo rovněž dolnokounické B-mužstvo.

- 2022/23: Tento ročník byl poslední, kdy se hrála skupina B IV. třídy okresu Brno-venkov

### IV. třída okresu Brno-venkov skupina C
| Ročník    | Vítězný tým               |
| --------- | ------------------------- |
| 2003/2004 | SK Moravské Knínice       |
| 2004/2005 | TJ Sokol Deblín           |
| 2005/2006 | FC Čebín „B“              |
| 2006/2007 | TJ Sokol Chudčice         |
| 2007/2008 | SK Moravské Knínice       |
| 2008/2009 | TJ Sokol Chudčice         |
| 2009/2010 | TJ Sokol Zakřany „A“      |
| 2010/2011 | TJ Oslavany               |
| 2011/2012 | TJ Sokol Veverské Knínice |
| 2012/2013 | FC Kuřim „B“              |
| 2013/2014 | TJ Sokol Lukovany         |
| 2014/2015 | SK Vysoké Popovice        |
| 2015/2016 | AFK Tišnov „B“            |
| 2016/2017 | FK Zbraslav „B“           |
| 2017/2018 | SK Moravské Knínice       |

Poznámky:
- 2009/10: V tomto ročníku startovalo rovněž zakřanské B-mužstvo.
- 2017/18: Tento ročník byl poslední, kdy se hrála skupina C IV. třídy okresu Brno-venkov